# Filosofia della matematica
La filosofia della matematica è la branca della filosofia della scienza che cerca di dare risposta a domande quali: "perché la matematica è utile nella descrizione della natura?", "in quale senso, qualora se ne trovi uno, le entità matematiche (in particolare i numeri) esistono?" "perché e in che modo gli enunciati matematici sono veri?". In questo articolo sono presentati i vari approcci che vengono seguiti per rispondere a questioni come le precedenti. È utile precisare che tre sono i problemi della filosofia della matematica: 
1. Un problema ontologico: risponde alla domanda "Esistono i numeri?";
2. Un problema metafisico: risponde alla domanda "Che cosa sono i numeri?";
3. Un problema epistemologico: "Come facciamo ad accedere epistemicamente alle verità della matematica o, meglio, come possiamo sapere che ciò che ci dice la matematica è vero?";

Questi sono i problemi che la maggior parte dei filosofi, oggigiorno, ritengono debbano essere risolti da una buona filosofia della matematica.

## Descrizione

### Relazione con la filosofia in generale
«Mi propongo di parlare dei fondamenti della matematica. Un problema importante è posto dalla materia stessa: come posso io – o chiunque non sia un matematico – parlare di queste cose? Che diritto ha un filosofo di parlare di matematica?»
— L. Wittgenstein, Lezioni sui fondamenti della matematica, § 1.
Wittgenstein apre le sue lezioni sui fondamenti della matematica, a Cambridge, nel 1939, con questa domanda e si risponde poco più avanti dicendo « [...] Mi è possibile, come filosofo, parlare di matematica perché mi occuperò soltanto di certi rompicapi che nascono dalle parole del nostro comune linguaggio quotidiano, da parole come "dimostrazione", "numero", "serie", "ordine", ecc. Conosco il nostro linguaggio di tutti i giorni: ecco una ragione per cui posso parlare di questi termini». Il filosofo della matematica, dunque, ragiona sui termini e gli oggetti specifici della matematica, sulle sue relazioni e le sue specificità. Suo principale compito sarà quello di ragionare sugli oggetti specifici di questa materia, ossia i numeri e tentare di capire se essi esistono, cosa sono e come possiamo conoscerli. Questa disciplina, dunque, è fortemente relazionata con le branche dell'ontologia, della metafisica e dell'epistemologia; pur tuttavia non può essere inscritta in nessuna di queste tre branche, trovandosi, per così dire, nell'intersezione di esse. A queste tematiche, si deve aggiungere un attento studio delle diverse discipline matematiche, (dall'analisi, alla matematica discreta, ai diversi sistemi logici) e dei rapporti che intercorrono tra le matematiche e le scienze, (quest'ultimo è uno dei problemi più pressanti della filosofia della matematica contemporanea).
Alcuni filosofi della matematica considerano, inoltre, come loro compito quello di rendere conto della pratica della matematica così come si presenta, fornendo una loro interpretazione piuttosto che una loro critica. D'altra parte, le critiche possono implicare conseguenze importanti per la pratica della matematica e in questo senso la filosofia della matematica può interessare anche il lavoro del matematico. Questo vale in particolare per i nuovi settori nei quali il processo della revisione paritaria delle dimostrazioni matematiche non ha ancora carattere consolidato rendendo rilevante la probabilità che sfugga qualche errore. Si possono contenere questi errori capendo in quali situazioni risulta più probabile incorrano. Questa è considerata una delle principali preoccupazioni della filosofia della matematica.
Più recentemente alcuni suoi studiosi hanno anche cercato di collegare la matematica agli interessi generali della filosofia, in particolare all'epistemologia e all'etica. Queste tendenze sono trattate alla fine di questo articolo.

### Perché la matematica funziona?
Nella filosofia della matematica si individuano parecchie scuole o tendenze, che primariamente si impegnano su questioni di metafisica come quelle relative ai due seguenti interrogativi collegati ma logicamente distinti:
"Perché la matematica funziona?" e "Per quale ragione la matematica spiega così bene il mondo fisico come noi lo vediamo?"
La scoperta/invenzione della logica matematica da parte di Frege, la derivazione dell'inconsistenza nel sistema logico da lui creato a opera di Russell, la costruzione dei problemi di Hilbert, l'inizio dello studio dei diversi modelli delle teorie sono solo alcuni passi fondamentali che hanno portato gli studiosi a ritenere la matematica non più così certa come in passato. In particolare, la diffusione delle geometrie non euclidee e la conseguente sfiducia nel kantismo hanno portato numerosi filosofi a cercare un'alternativa al sintetico a priori, quale era stato proposto da Kant, come risposta alla necessità delle verità matematiche. Le proposizioni della matematica, per Kant, erano  universali e necessarie perché erano il prodotto delle nostre costruzioni concettuali sulle intuizioni di spazio e tempo. Lo spazio, in particolare, era ciò che fondava le verità della geometria euclidea, rendendole necessarie. Gli enunciati della geometria e dell'aritmetica erano, quindi, sintetici a priori: sintetici perché si riferivano a intuizioni pure (il nostro accesso allo spazio e al tempo), a priori poiché esse erano le nostre forme della sensibilità e, quindi, non potevano essere diversamente. La scoperta delle geometrie non euclidee mostrò, semplicemente, che la geometria euclidea non è che uno dei diversi (infiniti) modelli di geometria possibili, pur essendo l'unica oggettiva, perché intuitiva.
Volendo entrare più nel tecnico, ogni teoria matematica si scoprì essere un insieme di enunciati coerente dal punto di vista logico (ovvero senza contraddizioni). Ogni insieme di enunciati di un linguaggio logico L, se è coerente, ha almeno un modello. Un modello è una dupla <D,I>, dove D è un dominio, ossia un insieme di oggetti e I è la funzione di interpretazione che mappa ogni costante individuale del linguaggio L in cui è scritta la teoria con un oggetto del dominio e ogni simbolo relazionale con un insieme di n-uple di oggetti. Il fatto che ogni teoria avesse un modello, portò a ragionare sull'assiomatizzazione delle teorie, ossia la riduzione di esse a basi di assiomi, ossia di enunciati le cui conseguenze sono le stesse della teoria cui fanno da base. Ciò significa che ogni teoria ha infinite basi di assiomi, (infatti possiamo scrivere gli assiomi di Peano dell'aritmetica sotto diverse forme tutte ugualmente efficaci). La scoperta dell'assiomatizzazione, dell'esistenza di modelli di teorie differenti da quelle usate quotidianamente, lo sviluppo della teoria dei modelli e i risultati strabilianti che essa ha portato, hanno condotto i matematici a ragionare su che cosa significhi studiare una teoria matematica. Facendo un esempio, studiare l'aritmetica dei numeri naturali non è più una cosa così semplice, come lo poteva essere nel 1700. Infatti, l'aritmetica non studia più N come un insieme in sé stesso compiuto, ma la struttura algebrica, (il modello), <N, +, 0>, che avrà delle caratteristiche differenti in base al significato di questi simboli. Lo stesso N avrà una struttura differente se interpretato in un modello di ZFC o di ZF, ossia in base alla teoria degli insiemi che si è scelto di abbracciare — più o meno esplicitamente, (in questo caso la differenza, significativa, sta nell'adozione o meno dell'assioma della scelta). Questo fatto dovrebbe far ragionare anche sul concetto di "verità" in matematica. Cosa significa che è vero un enunciato piuttosto che un altro? Cosa significa un teorema? Qual è il suo potere epistemico? E metafisico?
All'inizio del XX secolo sono sorte tre scuole, intuizionismo, logicismo e formalismo. Ciascuna delle tre scuole si rivolge ai temi che vengono alla ribalta in quel periodo, o per cercare di risolverli, o per dichiarare che la matematica non merita lo status di conoscenza più degna di fede. Esse sono quasi interamente abbandonate. Vero è che alcune di esse sono rinate con nuovo fervore negli ultimi decenni. Nelle tre sezioni che seguono vengono presentate separatamente le tre scuole e i loro presupposti. Successivamente, riprendiamo con alcuni sviluppi odierni di queste scuole.

### Realismo matematico, ovvero platonismo

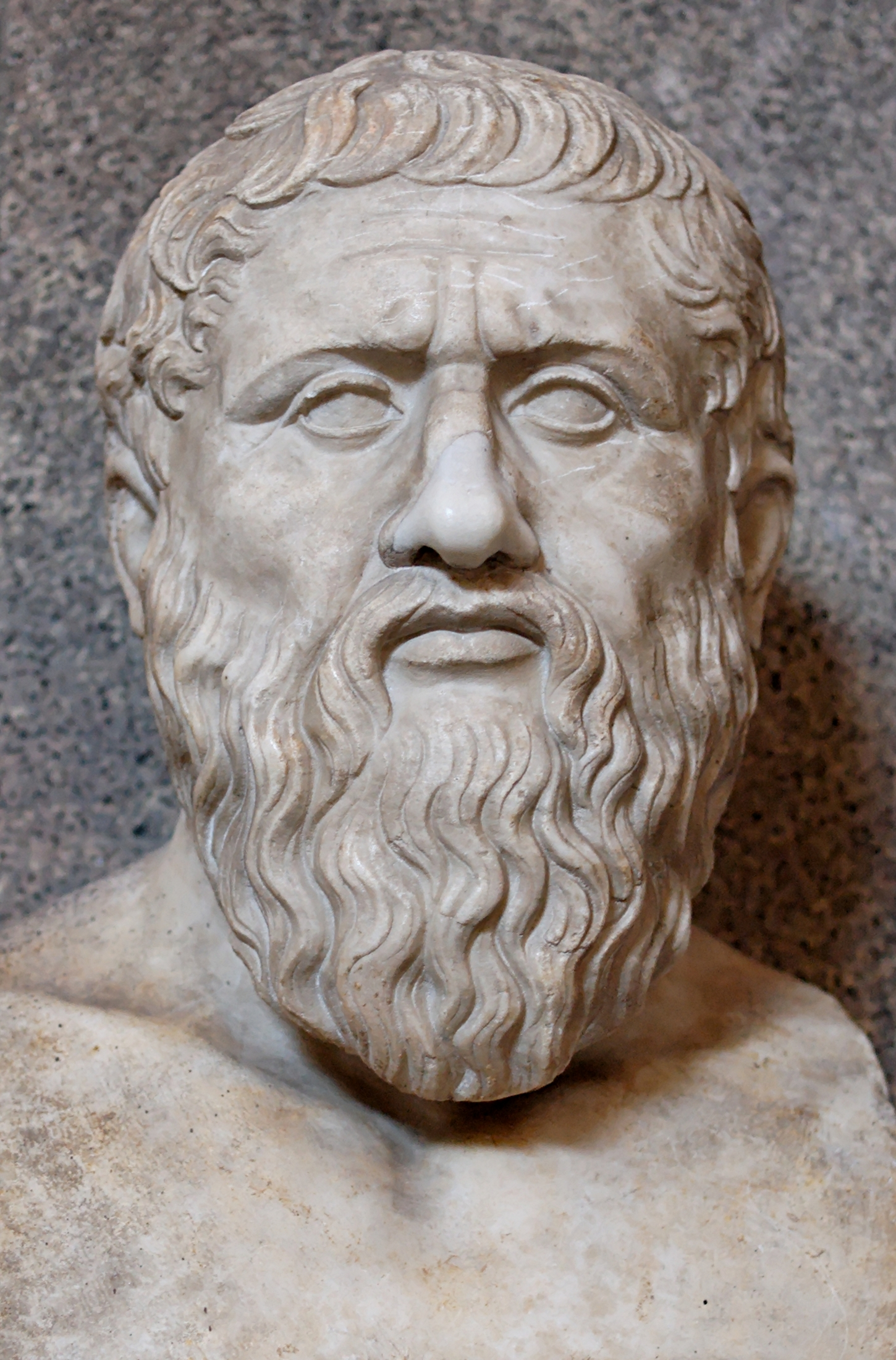
Un busto di Platone

Il realismo matematico sostiene che le entità matematiche esistono indipendentemente dalla mente umana.
Quindi gli umani non inventano la matematica, ma piuttosto la scoprono, e ogni altro essere intelligente dell'universo presumibilmente farebbe lo stesso. Per questa posizione spesso si usa il termine platonismo in quanto essa si avvicina molto al credere di Platone in un "mondo delle idee", una realtà superiore immutabile che il mondo che ci si presenta quotidianamente può approssimare solo imperfettamente.
Probabilmente la concezione di Platone deriva da Pitagora e dai suoi seguaci, i pitagorici, che pensavano che il mondo fosse, letteralmente, fatto di numeri. Questa idea può avere origini ancor più antiche che ci sono sostanzialmente sconosciute.
Molti matematici militanti sono realisti per quanto riguarda la matematica, e si vedono come degli scopritori; due esempi famosi sono Paul Erdős e Kurt Gödel.
Sono state suggerite motivazioni psicologiche per questa preferenza: sembra molto duro impegnarsi per lunghi periodi in investigazioni sopra entità nella cui esistenza non si crede con una certa fermezza.
Gödel credeva in una realtà matematica obiettiva che potrebbe essere percepita in un modo analogo alla percezione dei sensi. Certi principi (ad es., per ogni due oggetti matematici, esiste una collezione di oggetti costituita precisamente da quei due oggetti)
potrebbero essere direttamente considerati come veri, ma alcune congetture, come l'ipotesi del continuo, potrebbero dimostrarsi indecidibili proprio sulla base di tali principi.
Gödel suggerisce che si potrebbe usare una metodologia quasi empirica per fornire una evidenza sufficiente a renderci capaci di assumere ragionevolmente una tale congettura.
La tesi platonica, nella sua forma standard è quindi una tesi, innanzitutto ontologica. Il realista si impegna ontologicamente sull'esistenza degli enti matematici. Esistono le entità matematiche. Esse generalmente vengono identificate con degli oggetti astratti, ossia a-causali, impercettibili, eterni, etc., analoghi alle idee platoniche. Questa è la tesi metafisica standard. Per quel che riguarda il problema epistemologico, esso è il baluardo da demolire dal platonista, che deve spiegare come può accedere epistemicamente alla conoscenza della matematica. Quindi: "Dove e come precisamente esistono le entità matematiche? Esiste un mondo completamente separato dal nostro mondo fisico che è occupato dalle entità matematiche? Come si può accedere a questo mondo separato e scoprire le verità relative alle entità matematiche?" Le risposte di Gödel e di Platone a ciascuna di queste questioni sono oggetto di molte critiche. Entrambi ricorrono allo strumento dell'intuizione intellettuale, ma questa pare a molti una spiegazione più oscura del problema cui vuole rispondere.
È utile chiarire che esistono numerosissime posizioni realiste in filosofia della matematica. Questo fatto è principalmente dovuto alla forza di questa posizione, che è capace di rispondere a due problemi su tre, lasciando aperta la questione epistemologica a differenti linee di sviluppo. In questo senso, gran parte delle forme di logicismo (v. qui di seguito) sono forme di realismo matematico, che provano a risolvere il problema epistemologico ricorrendo all'uso della logica di second'ordine o della teoria degli insiemi. Posizioni realiste sono anche lo strutturalismo in rem, (vd. Stewart Shapiro), che ricorre all'impegno ontologico su strutture algebriche e non su singoli oggetti e il platonismo ultraricco di Balaguer, che postula l'esistenza di qualsiasi modello matematico possibile. Putnam ha aspramente rifiutato il termine "platonista" in quanto implica una ontologia di copertura specifica che non risulta necessaria per la pratica della matematica in alcun senso reale. Egli ha sostenuto una forma di "realismo puro" che respinge nozioni mistiche di verità e accetta molto quasi empirismo in matematica. Putnam ha contribuito a coniare il termine "realismo puro" (vedi oltre). Un ultimo esempio di teoria che abbraccia il realismo e respinge il platonismo è la teoria della mente incorporata (vedi oltre).
Un'importante argomentazione a favore del realismo matematico, formulata da W. V. Quine e Hilary Putnam, è l'Argomento di indispensabilità: 
1. Dobbiamo impegnarci ontologicamente verso tutte e sole le entità che sono indispensabili alle nostre migliori teorie scientifiche;
2. Le entità matematiche sono indispensabili alle nostre migliori teorie scientifiche;
3. Quindi: Dobbiamo impegnarci ontologicamente verso le entità della matematica.

Secondo le posizioni filosofiche generali di Quine e Putnam, questo è un argomento naturalistico e basato anche sull'olismo della conferma di Quine. Il naturalismo è la tesi filosofica per cui non ci deve essere alcuna filosofia prima e per la quale l'impresa filosofica è un continuum con l'impresa scientifica. La filosofia non è privilegiata rispetto alla scienza e, quindi, non dispone di un vero e proprio potere normativo rispetto ad essa. Conseguentemente, se la metafisica deve essere sostituita dalla scienza, dobbiamo impegnarci ontologicamente verso le entità postulate dalle scienze. Questa è la spiegazione del celebre motto quineano: "Essere è essere il valore di una variabile vincolata", che significa che un oggetto dispone di una sua realtà ontologica dal momento che esso è il riferimento di una variabile vincolata all'interno di una specifica teoria scientifica, ossia dal momento in cui una teoria scientifica ci dice che esiste un certo oggetto. Così come ci dobbiamo impegnare ontologicamente, per esempio, nei confronti degli elettroni e delle molecole in virtù degli enunciati della fisica, dovremmo anche impegnarci ontologicamente nei confronti dei numeri. L'olismo della conferma è, invece, la tesi epistemologica secondo cui le nostre teorie scientifiche sono strutturate a rete e, dunque, sono unite tra di loro in un blocco unico. Ad esempio, la biologia non può essere spiegata senza far ricorso alla fisica, la fisica alla matematica, ecc. Quindi, quando noi confermiamo o disconfermiamo una teoria scientifica, confermiamo o disconfermiamo l'intero blocco di teorie. Così, se confermiamo qualche aspetto della fisica, confermeremo anche la matematica che usiamo per poter fare fisica.
Nonostante questo argomento sia molto forte, esistono numerose critiche che sono state rivolte a entrambe le premesse. Le più famose sono quelle di Hartry Field, (vd. "Science without numbers", (1980)), ma molto importanti sono anche quelle di Penelope Maddy. Hartry Field ha criticato la seconda premessa dell'argomento, dimostrando — sebbene si discuta tutt'oggi della correttezza e della rappresentatività dei suoi risultati teorici — che è possibile una scienza che non fa uso della matematica, (in particolare, Field costruisce un modello nominalista della fisica classica). Penelope Maddy ha, invece, criticato la prima premessa, dichiarando che per far matematica non è necessario impegnarsi ontologicamente verso gli oggetti di cui si sta parlando. Allo stesso modo, gli scienziati non si impegnano quotidianamente nei confronti degli enti che studiano e, conseguentemente, la premessa 1 non è necessaria. Queste due critiche non sono affatto definitive e, ancora oggi, sebbene molti siano concordi che perlomeno la risposta di Field segni un cambiamento nelle discussioni su questo tema, l'Argomento di Indispensabilità è molto studiato e ancora usato legittimamente da numerosi realisti.

### Formalismo
Il formalismo sostiene che gli enunciati matematici possono essere pensati come affermazioni intorno alle conseguenze di certe regole di manipolazione di stringhe. L'idea base del formalismo è che i numeri non sono entità né astratte né di altro genere. Non ci dobbiamo impegnare ontologicamente nei loro confronti. Essi sono segni di gesso su una lavagna o simboli che tracciamo con la penna. Ciò che importa al formalista è il sistema formale della logica che si usa in matematica e la teoria che si sta studiando. In base alle regole logiche si possono derivare teoremi dagli assiomi e, di conseguenza, scoprire nuove proposizioni aritmetiche. 
Non c'è alcunché che, però, ci porti a considerare "vere" nei termini di una corrispondenza metafisica con qualcosa tali enunciati. In questo senso, dalle forme più estreme di formalismo, la matematica viene considerata un "gioco". Per esempio dalle regole di inferenza e gli assiomi della geometria euclidea si può dimostrare il teorema di Pitagora, cioè si riesce a generare una stringa che corrisponde al suo enunciato. La "verità" di tale enunciato è dovuta alla consistenza della teoria della geometria euclidea. 
Ogni base di assiomi consistente dà origine a modelli di teorie e ogni modello di una teoria è tale da derivare una teoria completa, (in base al Teorema di completezza e alla categoricità della teoria del modello). Ma le basi di assiomi sono infinite per ogni singola teoria, perciò esistono, almeno, infiniti modelli isomorfi della stessa teoria. Ciò che i matematici formalisti volevano fare era studiare quali modelli erano o meno isomorfi, ricorrendo allo studio delle basi di assiomi e all'uso della logica. Questo fu principalmente il nucleo del programma di David Hilbert, il fautore del formalismo, volto a dimostrare la consistenza dell'aritmetica e la sua completezza proprio usando il sistema assiomatico e studiando i modelli di tale teoria.

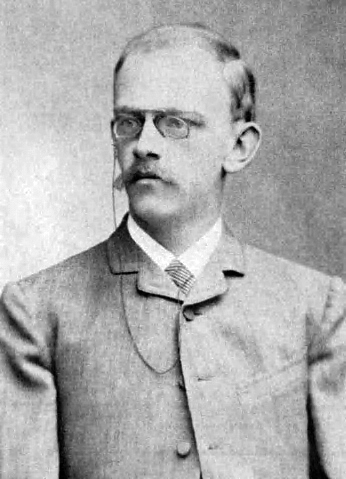
David Hilbert nel 1886

Il programma di Hilbert era una completa e consistente assiomatizzazione di tutta la matematica. ("Consistente" qui significa che dal sistema non si può derivare alcuna contraddizione.) Hilbert intendeva mostrare la consistenza dei sistemi matematici a partire dall'assunzione che fosse consistente la cosiddetta "aritmetica finitaria", un sottosistema della usuale aritmetica degli interi naturali, scelta in quanto non soggetta a controversie filosofiche. Il programma di Hilbert ha ricevuto, secondo molti, un colpo mortale dal secondo dei teoremi di incompletezza di Gödel, il quale stabilisce che ogni sistema di assiomi sufficientemente espressivo non può mai dimostrare la propria consistenza. Questo fatto dimostrerebbe che all'interno di un sistema assiomatico S, quale l'aritmetica, è impossibile derivare la sua stessa consistenza. 
Il risultato di Gödel, però, non è come molti lo hanno interpretato la derivazione di un "teorema vero e indimostrabile", bensì un risultato metateorico, che, basato sull'accettazione di certi principi base del nostro sistema formale, (quali la sua consistenza), implica l'incompletezza del sistema stesso. Esistono, ad esempio, matematiche non classiche, dove il sistema logico usato è quello di una logica paraconsistente non esplosiva. Una logica non esplosiva è una logica in cui la legge di Scoto, (ex falso quodlibet), non vale.
Tale legge, in logica classica enuncia che da una contraddizione è possibile derivare qualsiasi enunciato, (questo è il problema che ha condotto i matematici di inizio XXI secolo a cercare una possibile contraddizione nascosta nel loro sistema formale, impauriti dell'inconsistenza dei loro risultati teorici). Di conseguenza, da una contraddizione, come {\displaystyle \alpha \land \sim \alpha }, non possiamo derivare ogni cosa, ma lavoreremo come con una normale congiunzione derivando uno dei due congiunti. Questo fatto potrebbe essere uno spunto di riflessione per capire la profondità dei risultati di Gödel, i quali, se interpretati in un sistema matematico paracoerente, ad esempio, non segnerebbero più alcun trionfo dell'incompletezza, ma svilupperebbero solo una delle nostre conoscenze sul sistema formale stesso. 
È utile notare, inoltre, che le proposizioni che tali teoremi esprimono non sono di per sé "vere", ma il loro valore di verità dipenda dal modello che stiamo usando della nostra teoria. Siccome, però, l'aritmetica finitaria è il sistema più debole su cui costruire la matematica, qualsiasi base di assiomi sufficientemente potente da avere il potere espressivo dell'aritmetica dovrà convivere con il teorema di Gödel. Ciò implica che è impossibile dimostrare la consistenza del sistema a partire da quella dell'aritmetica finitaria stessa. Quindi, non è possibile dimostrare la consistenza della matematica per via metamatematica, come desiderava fare Hilbert.
Alla base del formalismo estremo, (game formalism), si pone un'idea di base deduttivista (if-the-ism), secondo cui i risultati matematici sono dovuti a deduzioni a partire dagli enunciati che compongono gli assiomi e dalle regole logiche. Questa idea, di per sé, è riconosciuta da gran parte della comunità matematica, che formalizza le teorie in sistemi assiomatici, così da offrire delle chiare rappresentazioni di come si sono potuti raggiungere certi risultati. Il deduttivismo non implica, quindi, un rifiuto del realismo nei confronti della matematica, a differenza del game-formalism, che è e rimane una posizione antirealista, (ossia che non si impegna ontologicamente nei confronti dell'esistenza di entità matematiche). 
Questo fatto è dovuto, perciò, a una posizione ontologica definita, che il formalista sceglie sulla base del deduttivismo. Non a caso, Hilbert, inizialmente, fu un deduttivista, ma, come può essere chiaro da quanto sopra, egli riteneva che certi metodi metamatematici conducessero a risultati intrinsecamente significativi ed era, dunque, realista nei confronti della aritmetica finitaria. Più tardi si convinse che non ci fosse nessun'altra matematica significativa, al di fuori di quella finitaria — una posizione simile, questa, per certi versi, a quella di Kronecker che era realista nei confronti dei numeri naturali, ma costruttivista nei confronti di tutte le altre tipologie di numeri.
Il maggiore problema che incontra il formalismo sta nel fatto che le idee matematiche delle quali si occupano effettivamente i matematici sono ben distanti dai dettagli dei giochi di manipolazioni di stringhe invocati all'inizio di questa posizione filosofica. Vero è che, potenzialmente, le dimostrazioni matematiche possono essere ridotte a applicazioni di regole logiche su assunzioni e ipotesi, al fine di verificare una tesi e, quindi, possono essere fatte, in linea di principio, equivalere a derivazioni per mezzo di opportuni calcoli logici, ma questo non implica che si debba accettare una posizione antirealista in ontologia. Né tantomeno il fatto che esistano modelli o logiche non standard dovrebbe spingerci a rifiutare ogni tipo di impegno ontologico. Potremmo, cioè, dire che non c'è ragione sufficiente, al di là della sola parsimonia ontologica, che ci dovrebbe spingere a rinunciare a un'ontologia realista. 
Il formalista, in questo senso, non ci offre vere e proprie ragioni per non impegnarci ontologicamente. Ma se il suo è solo un deduttivismo, unito a un'istanza del rasoio di Ockham, allora si potrebbe dubitare dell'efficacia di questa posizione come opposta alle altre tesi. Questo è uno dei motivi, assieme alla problematicità del programma di Hilbert, che ha spinto molti dei filosofi odierni ad allontanarsi da questa posizione, considerandola poco soddisfacente. Vero è che il formalismo resta una posizione molto interessante filosoficamente, che ha visto personalità molto grandi, quali Hilbert e lo stesso Wittgenstein, in certe sue proposizioni, avvicinarsi alle tesi che propugna. Resta, dunque, un tesoro sepolto di speculazioni filosofiche ancora oggi decisamente interessanti.

### Logicismo
Il logicismo è la tesi filosofica che intende ridurre metafisicamente le entità dell'aritmetica alle entità della logica. Tale posizione intende rispondere principalmente a una domanda epistemologica: "Come possiamo conoscere le verità dell'aritmetica?". Per rispondere a tale domanda, il logicista intraprende una riduzione metafisica delle entità aritmetiche a quelle logiche. Questa è una tesi metafisica forte, che si impegna, quindi, attorno alla natura degli oggetti matematici. In sostanza, dunque, il logicista vuole fondare gli assiomi di Peano dell'aritmetica di Peano su verità logiche. Questo fatto permetterà al filosofo di fondare su verità logiche l'intera teoria assiomatica dei numeri di Peano. Infatti, la teoria dei numeri di Peano è una teoria assiomatizzabile, ossia possiamo trovare una base coerente di assiomi, di enunciati elementari, tali che, dalla loro unione, possiamo derivare gli stessi teoremi che deriveremmo dall'intera teoria. Ciò significa che fondare la base di assiomi su verità logiche equivale a fondare l'intera aritmetica su di esse. Il lavoro del logicista è, perciò, un lavoro innanzitutto formale ma anche secondariamente metafisico, che implica la risposta al suo problema epistemologico. Il programma logicista è, quindi, un programma fondazionalista e riduzionista. Fondazionalista, perché intende trovare un'adeguata base epistemologica, che faccia da giustificazione all'aritmetica; riduzionista perché, per far questo, opera una riduzione di un certo tipo di oggetti a un insieme di oggetti di altro tipo.
Il logicismo è stato fondato da Gottlob Frege. Nella sua opera seminale Die Grundgesetze der Arithmetik (Le leggi fondamentali dell'aritmetica) costruisce l'aritmetica da un sistema logico che comprendeva la cosiddetta V legge di base: "Dati i concetti F e G, l'estensione di F coincide con l'estensione di G se e solo se per tutti gli oggetti x, F si applica a x se e solo se G si applica a x":
{\displaystyle \forall F.\forall G.(\{x|F(x)\}=\{x|G(x)\}\Leftrightarrow \forall x.(F(x)\Leftrightarrow G(x)))}
Frege assunse che questo principio fosse accettabile come parte della logica. Questo assioma V, scritto da Frege nella forma
ε'ƒ(ε) = α’g(α) ≡ ∀x[ƒ(x) = g(x)]
era da lui ritenuto così intuitivo da essere considerabile come un assioma della sua teoria. Esso, in realtà, come vedremo, determinò un corollario equivalente al principio di comprensione della teoria degli insiemi, tale, cioè, da determinare una contraddizione all'interno del suo sistema formale.
Da questo principio, Frege intendeva derivare il principio di Hume, che enuncia che: "Il numero di oggetti che cadono sotto il dominio di F uguaglia il numero di quelli che cadono sotto il dominio di G se e solo se l'estensione di F e quella di G possono essere poste in corrispondenza biunivoca", ovvero:
{\displaystyle \forall F.\forall G.(card(F)=card(G)\Leftrightarrow \{x|F(x)\}\rightarrow \{x|G(x)\})}
Questo principio è un principio di astrazione, ossia un principio della forma:
{\displaystyle \forall \alpha .\forall \beta .((\Sigma (\alpha )=\Sigma (\beta ))\Leftrightarrow (\alpha \equiv \beta ))}
Questo genere di principi non esiste solo in matematica, ma possiamo usarlo anche, per esempio, nel caso della definizione di qualcosa di particolare come le direzioni. L'idea è che diamo delle condizioni di identità tra due oggetti x ambedue F. Il problema di tale principio è che esso non offre alcuna condizione di applicabilità, ossia non ci dice quando un oggetto x è un F oppure no. Questo condusse Frege a dubitare del fatto che il principio di Hume possa valere come descrizione implicita del concetto di numero. Infatti, i numeri sono concetti sortali, ossia concetti che applicati a una certa costante, fanno sì che l'estensione di tale fbf sia un oggetto di un certo tipo specifico, appartenente a una certa sorta. Avrò bisogno, perciò per definire un predicato sortale sia di un principio di identità che di applicabilità. Senza uno di essi, non posso sapere, precisamente, che cos'è un numero. Un numero, dice Frege, potrebbe essere anche Giulio Cesare, per quel che ci dice il principio di Hume. Questo è il sunto del celebre problema di Cesare. Da ciò segue la necessità di fondare questo principio su una definizione generale di numero naturale che ci dice che n è un numero naturale se e soltanto se esiste un concetto F t.c. n è il numero di F. Definiamo il numero del concetto F come l'estensione del concetto "Essere equinumeroso al concetto F", che possiamo trascrivere in forma canonica come:
{\displaystyle card(F)\doteq \{H|\{x|H(x)\}\rightarrow \{x|F(x)\}\}}
Queste idee di Frege fanno, però, tutte riferimento alla legge base V, la quale, come abbiamo detto, risulterà essere minata da una pecca interna, sebbene appaia intuitiva. In ogni caso, l'idea di Frege è quella di costruire una gerarchia di concetti del tipo:
{\displaystyle C0\doteq (x\neq x)}
{\displaystyle C1\doteq (x=card(C0))}
{\displaystyle C2\doteq (x=card(C0)\lor x=card(C1))}
{\displaystyle \cdots }
{\displaystyle Cn\doteq (x=card(C0)\lor ...\lor x=card(Cn-1))}
Ciò permette a Frege di definire diversi numerali:
{\displaystyle 0\doteq card(C0)}
{\displaystyle 1\doteq card(C1)}
{\displaystyle 2\doteq card(C2)}
{\displaystyle \cdots }
{\displaystyle n\doteq card(Cn)}
Ora, per derivare l'esistenza dei numeri naturali si proceda come segue. Innanzitutto, ci si renda conto che ciò che ci è sufficiente è la derivazione dello 0. Infatti, data la gerarchia dei concetti, se abbiamo lo 0, allora abbiamo anche C0 e, quindi, possiamo costruire C1; ma se abbiamo C1, allora abbiamo 1 e così via. Quindi, deriviamo lo 0. Iniziamo supponendo il principio di Hume. Possiamo istanziarlo nella forma con concetto C0, t.c., cioè,
{\displaystyle (card(x\neq x)=card(x\neq x)\Leftrightarrow \{x|x\neq x\}\rightarrow \{x|x\neq x\})}
Ma sappiamo che il secondo lato del condizionale è vero, perché entrambi i concetti hanno estensione vuota. Allora, possiamo derivare che esiste una funzione, la funzione Ø, tra i due insiemi. Ma se esiste tale funzione, che sarà biiettiva, allora dal bicondizionale possiamo derivare l'identità a sinistra. Questo ci porta a concludere che la carnalità del concetto C0 è uguale ad almeno una cosa, ossia a sé stessa. Ma allora la nostra definizione è soddisfatta ed esiste un oggetto che è il numero 0. Da ciò segue l'esistenza della serie dei numeri naturali. Da questa è facile poi derivare la verità degli assiomi di Peano, che Frege usa per derivare la fondatezza dell'aritmetica.
Ma la costruzione di Frege, come abbiamo detto, presentava delle pecche. Bertrand Russell scoprì che la V legge di base è inconsistente e lo dimostrò con un celebre paradosso, il paradosso di Russell. Russell e Alfred North Whitehead hanno attribuito al paradosso una "circolarità viziosa" e per trattare situazioni di questo genere hanno costruito una elaborata teoria dei tipi ramificati. Essa si basa sull'idea che la relazione di appartenenza della teoria degli insiemi debba essere vincolata all'applicazione solo su certi tipi di identità. In questo sistema essi sono riusciti a costruire gran parte della matematica del loro tempo ma in una forma lontana dalla usuale ed eccessivamente complessa; ad esempio i numeri sono entità diverse per ogni tipo e quindi esistono numeri di infiniti tipi. Inoltre Russell e Whitehead per riuscire a sistemare una parte estesa della matematica hanno dovuto raggiungere vari compromessi, come l'adozione di un "assioma di riducibilità", quando anche Russell riconosceva che tale assioma non appartiene realmente alla logica, come fa notare Wittgenstein in maniera neppure troppo implicita nel Tractatus logico-philosophicus. Questo segnò la fine del programma logicista.
Gli odierni sostenitori del logicismo sono tornati a un programma più vicino a quello di Frege. I principali sostenitori del neo-logicismo hanno abbandonato la V legge di base, in favore di una revisione del significato del principio di Hume. Questo fatto significa che il neo-logicista, in genere, intende dare una motivazione sul perché il principio di Hume dovrebbe essere considerato una definizione implicita del concetto di numero. In questo modo, il neo-logicista vorrebbe mostrare che tale principio permette di derivare l'intera base assiomatica di Peano e quindi l'intera teoria dei numeri. Ciò comporterebbe un grande sollievo per un filosofo attento a sviluppare un'ontologia realista per la matematica, perché potrebbe usare la riduzione dei numeri a verità logiche per rispondere alla domanda epistemologica sul come accediamo alla loro conoscenza. Questo fatto rende il logicismo una teoria filosofica, per molti studiosi, decisamente interessante.

### Costruttivismo e intuizionismo
Queste scuole asseriscono che solo le entità matematiche che possono essere costruite esplicitamente hanno diritto di essere considerate esistenti e solo esse dovrebbero essere oggetto del discorso matematico.
Una tipica citazione in questo senso viene da Leopold Kronecker: "I numeri naturali provengono da Dio,
tutto il resto è opera dell'uomo". L'idea di Kronecker era che, a partire dai numeri naturali, si potessero costruire tutti gli altri insiemi numerici e che, quindi, gli unici numeri dotati di una vera e propria realtà ontologica dovessero essere quelli appartenenti a N – Kronecker è quindi un costruttivista, ma entro una posizione realista.
Il maggiore sostenitore dell'intuizionismo fu L.E.J. Brouwer, che ha proposto una nuova logica differente dalla logica classica;
la logica intuizionista non contiene il principio del terzo escluso e quindi rifiuta
la dimostrazione per assurdo. Anche l'assioma della scelta viene rifiutato.
Per questa posizione filosofica è stato importante il lavoro svolto dagli anni 1960 fino al 1985 da Errett Bishop finalizzato alla stesura delle versioni dei più importanti teoremi dell'analisi reale ammissibili nel quadro dell'intuizionismo.
Una critica rivolta all'intuizionismo riguarda il fatto che il termine "costruzione esplicita" non viene definito in modo del tutto chiaro. Sono stati fatti tentativi di eliminazione di questa mancanza utilizzando i concetti di macchina di Turing o di funzione ricorsiva, giungendo a sostenere che per la matematica sono significative e degne di investigazione solo le questioni riguardanti il comportamento degli algoritmi finiti.
Questo ha condotto allo studio dei numeri computabili, entità introdotte da Alan Turing.

### Teorie della mente incorporata
Queste teorie sostengono che il pensiero matematico sarebbe un prodotto naturale dell'apparato cognitivo umano, che si trova nel nostro universo fisico. Per esempio, il concetto astratto di numero deriva dall'esperienza del contare oggetti discreti. Sostiene anche che la matematica non è universale e non possiede una sua esistenza in senso reale, al di fuori del cervello umano. Secondo questa prospettiva, gli umani costruiscono la matematica, non la scoprono.
L'universo fisico viene quindi visto come il fondamento ultimo della matematica; esso ha guidato l'evoluzione del cervello, e successivamente ha determinato quali questioni questo cervello considera degne di investigazione. Tuttavia, la mente umana non avanza pretese sulla "realtà" o sugli approcci alla realtà costruita mediante la matematica. Se un costrutto come l'identità di Eulero, {\displaystyle \,e^{i\pi }+1=0} è "vero", è tale in quanto rappresentazione derivata dalla mente umana e dai suoi processi cognitivi, e non in quanto rappresentazione di qualcosa che la mente è in grado di "vedere".
Si spiega quindi facilmente l'efficacia della matematica: questa disciplina è stata costruita dal cervello al fine di costituire uno strumento efficace in questo nostro universo.
La trattazione più accessibile, famosa e discussa di questa prospettiva è il volume Where Mathematics Comes From (Da dove viene la matematica, 2000) di George Lakoff e Rafael E. Núñez. Una disciplina che ha avuto un ruolo importante nell'ispirare questa prospettiva è la Scienza cognitiva della matematica.

### Costruttivismo sociale o realismo sociale
Questa teoria vede la matematica primariamente come un costrutto sociale, come un prodotto di una cultura, soggetto a correzioni e cambiamenti. Come le altre scienze, la matematica viene vista come sforzo empirico i cui risultati sono costantemente confrontati con la 'realtà' e possono essere scartati se non si accordano con l'osservazione o si dimostrano privi di senso.
La direzione della ricerca matematica viene dettata dalle mode del gruppo sociale che la pratica o dalle necessità della società che la finanzia.
Tuttavia, sebbene queste forze esterne possono cambiare la direzione di qualche ricerca matematica, vi sono forti vincoli interni (la tradizione matematica, i metodi, i problemi, i significati e i valori entro i quali i matematici sono acculturati) i quali agiscono nella direzione della conservazione della disciplina definita storicamente.
Questo va contro il convincimento tradizionale dei matematici militanti che la matematica sia in qualche modo pura o obiettiva. I costruttivisti sociali sostengono che la permanenza della matematica in effetti è fondata su molta incertezza: quando la pratica della matematica si evolve, lo status della matematica precedente
è posto in dubbio e viene corretto nella misura richiesta o desiderata dalla comunità matematica corrente. Questo può vedersi nello sviluppo dell'analisi dal riesame del calcolo infinitesimale di Leibniz e Newton.
I costruttivisti sostengono anche che alla matematica ben formalizzata spesso venga accordata una eccessiva considerazione, mentre alla matematica popolare ne verrebbe accordata troppo poca, per via di una fede eccessiva nelle pratiche della dimostrazione assiomatica e della revisione paritaria.
La natura sociale della matematica è posta in evidenza nelle sue sottoculture.
Si possono avere importanti scoperte in un'area della matematica che potrebbero essere rilevanti
per un'altra area ma che in questa seconda area passano inosservate per la mancanza di contatto sociale fra i due gruppi di matematici. Ogni specialità forma la propria comunità epistemica e spesso incontra grandi difficoltà nel comunicare o nel motivare la ricerca di qualche congettura unificante che possa porre in collegamento la propria con altre aree della matematica.
I costruttivisti sociali vedono il processo del 'fare matematica' come effettiva creazione di significato, mentre i realisti sociali vedono una deficienza o della capacità umana di compiere astrazioni, o della propensione cognitiva umana, o della intelligenza collettiva come fattore che si oppone alla comprensione di un 'reale' universo di 'oggetti matematici'. I costruttivisti talora respingono anche la ricerca di fondamenti della matematica come destinata a fallire, come senza mordente o anche come mancante di senso. Alcuni scienziati sociali sostengono anche che la matematica non sia per nulla reale o obiettiva, ma risulti influenzata da eventuali vere e proprie forme di razzismo ed etnocentrismo.
Alcune di queste idee sono vicine al postmodernismo.
Contributi a questa scuola sono stati dati da Imre Lakatos e Thomas Tymoczko, sebbene non sia chiaro se essi approvino di essere chiamati costruttivisti. Più recentemente Paul Ernest ha formulato esplicitamente una filosofia costruttivista sociale della matematica. Alcuni ritengono che l'opera di Paul Erdős nel suo complesso abbia dato forza all'atteggiamento costruttivista (sebbene egli personalmente lo rifiutasse)
a causa della eccezionalmente ampia cerchia delle sue collaborazioni che ha sollecitato molti altri a vedere e studiare la "matematica come un'attività sociale", in particolare con l'attenzione prestata al numero di Erdős dei ricercatori. Questa attenzione ha fortemente influenzato il lavoro sulla misurazione della reputazione, ma ha avuto poca influenza sulla matematica come disciplina.

## Oltre le "scuole"
Invece di focalizzarsi su dibattiti circoscritti sopra la "vera natura" della verità matematica, o anche sulle pratiche peculiari dei matematici come la dimostrazione, un movimento cresciuto dagli anni 1960 agli anni 1990 ha cominciato a discutere l'idea di cercare "fondamenti" o di trovare ogni "buona risposta" alla domanda "perché la matematica funziona". Il punto di partenza di questo movimento è stato il famoso articolo di Eugene Wigner The Unreasonable Effectiveness of Mathematics in the Natural Sciences pubblicato nel 1960, nel quale si sosteneva che la felice coincidenza dell'ottimo accordo fra matematica e fisica apparisse "irragionevole" e difficile da spiegare.
A questa sfida sono pervenute risposte dalla scuola della mente incorporata (o scuola cognitiva) e dalla scuola "sociale". Bisogna tuttavia segnalare che i dibattiti sollevati non si riescono a ridurre a questi due soli.

### Quasi-empirismo
Una preoccupazione parallela che attualmente non si vuole contrapporre direttamente alle scuole ma critica la loro focalizzazione consiste nell'atteggiamento del quasi empirismo in matematica. Questo è derivato dalla affermazione sempre più condivisa sul finire del XX secolo che non sia possibile dimostrare l'esistenza di alcun fondamento della matematica. Questo atteggiamento talvolta viene chiamato 'postmodernismo nella matematica', anche se questo termine sia considerato da alcuni sovraccaricato e da altri come una sorta di insulto. Si tratta di una forma molto minimale di realismo/costruttivismo che ammette che i metodi quasi-empirici e anche talvolta metodi empirici possano far parte della moderna pratica della matematica.
Come dimostrano gli studi etnoculturali della matematica, tali metodi hanno sempre fatto parte della matematica popolare e in molte circostanze hanno consentito di effettuare moli rilevanti di calcoli e di misurazioni. In effetti per molte culture questi metodi forniscono le sole nozioni di "dimostrazione" delle quali possono disporre.
Hilary Putnam ha sostenuto che ogni teoria del realismo matematico dovrebbe includere metodi quasi empirici. Egli ha proposto che una specie aliena in grado di fare matematica potesse ragionevolmente basarsi primariamente su metodi quasi empirici, decidendo spesso di rinunciare alle "dimostrazioni" rigorose e assiomatiche, ma tuttavia riuscendo ancora a "fare della matematica", pur con qualche maggiore rischio di errori nei loro calcoli. Putnam ha sviluppato un'argomentazione dettagliata in favore di questa posizione per il volume New Directions pubblicato nel 1998 e curato da Tymockzo.

### Matematica e azione
Molti utenti della matematica e studiosi che non sono impegnati primariamente nelle dimostrazioni
hanno fatto osservazioni interessanti e importanti sulla natura della matematica.
Judea Pearl ha sostenuto che l'intera matematica come la si intende correntemente è stata basata su una algebra del vedere - e ha proposto una algebra del fare che la possa complementare - Questa è una preoccupazione centrale della filosofia dell'azione e di altri studi di come 
il "conoscere" si correli al "fare", o come la conoscenza si correli all'azione. La più importante conseguenza di queste considerazioni è la definizione di nuove teorie della verità, particolarmente degne di nota quelle appropriate per l'attivismo e per i
fondamenti dei metodi empirici.

### Unificazione con la filosofia
La nozione di una filosofia della matematica separata dalla filosofia nel suo complesso disciplinare è stato criticato in quanto rischia di portare a "buoni matematici che fanno cattiva filosofia" - in quanto pochi filosofi sono sufficientemente esperti da comprendere le notazioni matematiche e la cultura matematica da riuscire a correlare le nozioni convenzionali della metafisica alle nozioni metafisiche più specializzate delle 'scuole' precedentemente presentate. Questo può condurre a una sconnessione in conseguenza della quale i matematici continuano a produrre della cattiva e screditata filosofia finalizzata a giustificare una la loro Weltanschauung capace di valorizzare il loro lavoro.
Sebbene le teorie sociali, il quasiempirismo e, specialmente, la teoria della mente incorporata abbiano focalizzato maggiormente l'attenzione sulla epistemologia implicata dalle correnti pratiche della matematica, queste tendenze  non riescono a collegare tali pratiche alla ordinaria percezione umana e alla comprensione quotidiana della conoscenza.

### Etica
L'etica del fare matematica è un argomento che ha ricevuto ben poca considerazione. In una cultura tecnologica la matematica è vista come un'assoluta necessità il cui valore non può essere messo in discussione e le cui implicazioni non possono essere evitate. Occorre peraltro osservare che particolari branche della matematica non hanno finalità note o sono considerate utili primariamente per sostenere conflitti: ne sono esempi la crittografia e la steganografia che servono per conservare dei segreti e la matematica volta ad ottimizzare le reazioni di fissione nucleare nelle bombe H. Mentre molti ritengono che i fisici portano qualche responsabilità morale per attività di questo genere, pochi hanno voluto rivolgere analoghe critiche ai matematici.
Alcune di queste critiche sono state esplorate nell'ambito della sociologia della conoscenza, ma in generale la matematica stessa ha evitato di essere sottoposta ai giudizi cui vengono spesso sottoposte scienze come fisica, economia, genetica e medicina. Questa assenza di critiche è interessante in sé, in quanto la matematica è necessaria per l'avanzamento di queste e di altre scienze.
Ad esempio la psicologia evoluzionista ha preso in considerazione l'idea "la mente è un computer", questo a sua volta schematizzabile con una macchina di Turing. Bisognerebbe chiedersi quali sono le implicazioni dell'adozione di un'astrazione originata dalla necessità di spiegare formalmente il computer al fine di spiegare la mente umana.
Un contributo importante è la teologia di Papa Giovanni Paolo II, la cui enciclica Fides et Ratio (Fede e ragione) tenta di tracciare un confine etico tra l'applicabilità delle previsioni matematiche e quella dell'amore umano e della fede derivata da Dio. Questa non sembra un'affermazione stravagante data la storia del campo, e in effetti potrebbe essere l'opinione maggioritaria.

### Estetica
Precise critiche sono rivolte all'idea, considerata ristretta, che la matematica sia essenzialmente la scienza della misurazione e un'ampia raccolta di accorgimenti molto attendibili in grado di ridurre le necessità di effettuare misure dirette e di semplificare i calcoli. Alcune scuole di pensiero attribuiscono alla matematica più significato di questa "mera" utilità, cercando talora nelle astrazioni una guida morale oppure l'estetica della verità e della bellezza. Altri considerano questi atteggiamenti sintomi di scientismo. Si ritiene che la filosofia della matematica sia una sottodisciplina che chiede solo o prevalentemente "perché la matematica funziona?" presumendo che essa effettivamente funzioni in un senso sociale o biologico, in contrapposizione con il senso stretto della fisica. Questo punto di vista è considerato inappropriato, come, per fare un esempio, quello di una filosofia delle armi o della guerra separata da una filosofia di un più ampio contesto (sociale, della specie o planetario) di questi fenomeni.
In genere i matematici militanti respingono questa questione come "irrilevante" va però osservato che queste sono proprio le persone la cui estetica della dimostrazione e del rigore è stata sempre accettata; quindi essi praticano una autoselezione secondo una particolare estetica, e la diffondono con pochi vincoli, specialmente nei settori della matematica non immediatamente applicata a problemi concreti.

### Linguaggio
Come ultimo tema, sebbene molti dei matematici e dei filosofi, forse la loro maggioranza, accetti l'enunciato "la matematica è un linguaggio", viene posta poca attenzione alle implicazioni di tale affermazione. La linguistica non viene applicata
ai discorsi o ai sistemi di simboli della matematica, cioè la matematica viene studiata in un modo molto differente da come vengono esaminati gli altri linguaggi. La capacità di acquisire conoscenze matematiche e competenza nel loro utilizzo (la numeracy in inglese), viene vista come separate dalla alfabetizzazione e dalla acquisizione di un linguaggio naturale.
Alcuni sostengono che questa separazione è dovuta ai fallimenti non della filosofia della matematica, ma della linguistica e dello studio della grammatica naturale. Questi campi, essi affermano, non sono abbastanza rigorosi e la linguistica avrebbe la necessità di controllare maggiormente i suoi materiali. Ma una tale posizione implica che la matematica sia inerentemente superiore a tutte le altre conoscenze, ad esempio alla saggezza ecologica maturata da una cultura di gente che vive a contatto con la terra. Gli standard di rigore variano con i diversi linguaggi, ma "maggior rigore" può non significare "migliore".
Secondo altri, queste indagini più "linguistiche" dovrebbero essere collocate nell'ambito dell'informatica, la cui analisi dei linguaggi di programmazione sarebbe spesso ugualmente applicabile alla matematica o almeno ad una parte della metamatematica.
Su questi argomenti vedi anche: educazione al linguaggio e filosofia del linguaggio.

### Periodici
- Philosophia Mathematica journal, su philmat.oxfordjournals.org.
- The Philosophy of Mathematics Education Journal homepage, su ex.ac.uk.

### Articoli
- Eugene Wigner (1960) The Unreasonable Effectiveness of Mathematics in the Natural Sciences Archiviato il 10 agosto 2018 in Internet Archive., Communications in Pure and Applied Mathematics, vol. 13, No. I, February, New York: John Wiley & Sons.
- Carlo Cellucci (2010) Matematica e filosofia della matematica: presente e futuro, La Matematica nella Società e nella Cultura. Serie I, Vol II, agosto 2010, 201-234

### Testi introduttivi
- Shapiro, Stewart, Thinking about mathematics: The philosophy of mathematics. Oxford, Oxford University Press, 2000.
- Matteo Plebani, Introduzione alla filosofia della matematica, Roma, Carocci, 2011. ISBN 978-88-430-6031-3
- Carlo Cellucci, La filosofia della matematica del Novecento, Roma-Bari, Laterza, 2007. ISBN 978-88-420-8277-4
- Gabriele Lolli, Filosofia della matematica: l'eredità del Novecento, Il mulino, Bologna, 2002. ISBN 88-15-08510-6
- Mario Piazza, Intorno ai numeri. Oggetti, proprietà, finzioni utili, Bruno Mondadori, Milano,  2000. ISBN 88-424-9709-6
- Pieranna Garavaso, Filosofia della matematica. Numeri e strutture, Guerini 1998. ISBN 88-7802-824-X
- Marco Panza e Andrea Sereni, Il problema di Platone. Un'introduzione alla filosofia della matematica, Carocci 2010. ISBN 978-88-430-5348-3
- Marco Panza and Andrea Sereni, Plato's Problem.  An Introduction to Mathematical Platonism, Pallgrave-MacMillan 2013. ISBN 978-0-230-36549-0

### Altri libri
- 1830-1842 Auguste Comte: Corso di filosofia positiva, UTET
- 1908 Henri Poincaré: Scienza e metodo, Einaudi
- 1910 Ernst Cassirer: Il concetto di sostanza e il concetto di funzione, Morcelliana
- 1945 Bertrand Russell: Storia della filosofia occidentale, TEA
- 1949 Hermann Weyl: Filosofia della matematica e delle scienze naturali, Boringhieri
- 1960 Eugene Wigner: The Unreasonable Effectiveness of Mathematics in Natural Sciences, Comm. on Pure and Appl. Math., 13 pp. 1–14
- 1962 Jean Cavaillès: Philosophie mathématique, Hermann
- 1964 Ettore Casari: Questioni di filosofia della matematica, Feltrinelli
- 1970 Thomas Kuhn: La struttura delle rivoluzioni scientifiche, Einaudi
- 1977 Stephan Körner: The phylosophy of Mathematics, Hutchinson University Press
- 1978 Imre Lakatos: Matematica, scienza e epistemologia, Il Saggiatore
- 1979 Hilary Putnam: What is mathematical truth?, Philosophical Papers (2nd ed.) V. 1 pp. 60–78
- 1981 Morris Kline: Matematica la perdita della certezza, Mondadori
- 1982 René Thom: L'aporia fondatrice delle matematiche, Enciclopedia Einaudi, V. 15 pp. 1133 – 1146
- 1983
  - Karl Popper: Realism and the aim of science, Hutchinson
  - Benacerraf, P. and Putnam, H. (eds.), Philosophy of Mathematics: Selected Readings, 2nd edition, Cambridge: Cambridge University Press
- 1984 Robert Goldblatt: Topoi, A Categorial Analysis of Logic, North Holland
- 1985 Morris Kline: Mathematics and the search for knowledge, Oxford University Press
- 1986 Saunders Mac Lane: Mathematics: Form and Function, Springer
- 1988 Franco Spisani: Introduzione alla teoria generale dei numeri relativi, Bologna, Centro superiore di logica e scienze comparate, Sezione di analisi matematica
- 1989 Stewart Shapiro: Logic, Ontology, Mathematical Practice, Synthese, V. 79
- 1990 Charles Chihara: Constructibility and Mathematical Existence, Clarendon Press, Oxford
- 1992
  - George Lakoff, Rafael E. Numez: Where mathematics comes from: How the embodied mind brings mathematics into being, Basic Books
  - Leo Corry: Nicholas Bourbaki and the Concept of Mathematical Structure, Synthese, V. 92
- 1994 Richard Stefanik: Structuralism, Category Theory and Philosophy of Mathematics, Pagina web
  - Alexandre George (editor), Mathematics and Mind), Oxford University Press, Oxford ISBN 0-19-507929-9
- 1997 Reuben Hersh: Cos'è davvero la matematica ISBN 88-8490-430-7
- 1998
  - Thomas Tymoczko: New Directions in the Philosophy of Mathematics: An Anthology (Revised and expanded edition), Princeton University Press
  - Gregory Chaitin: The limits of mathematics, Springer
  - Paul Ernest: Social constructivism as a philosophy of mathematics, State University of New York Press.